# پرچم ویتنام جنوبی
پرچم ویتنام جنوبی در ۱۴ ژوئن ۱۹۴۹ پذیرفته شد. این پرچم در دوران جنگ ویتنام نیز استفاده می‌شد.